# Ferrari 488 GTB
La Ferrari 488 GTB est une supercar du constructeur italien Ferrari commercialisée à partir de 2015. C'est la première voiture de la marque à moteur V8 double turbo en position centrale arrière depuis la F40. Elle a été dévoilée à la presse le 3 février 2015.
L'appellation « 488 » rompt avec la 458 Italia (mais aussi celles qui ont précédé cette dernière) dont le chiffre « 458 » signifiait une cylindrée de 4,5 litres avec huit cylindres. Cette fois-ci, le « 488 » indique la valeur de déplacement unitaire de chaque cylindre (3 902 cm³) divisé par 8 (le nombre de cylindres), soit environ 488 cm³ (appellation comme sur les sportives américaines, qui indique un volume unitaire en inches3). Le « GTB » signifie quant à lui « Gran Turismo Berlinetta ».
Une version décapotable appelée « 488 Spider » est présentée lors du salon de Francfort 2015.
Sa production dure quatre ans. Elle est remplacée en 2019 par la Ferrari F8 Tributo.

## Présentation

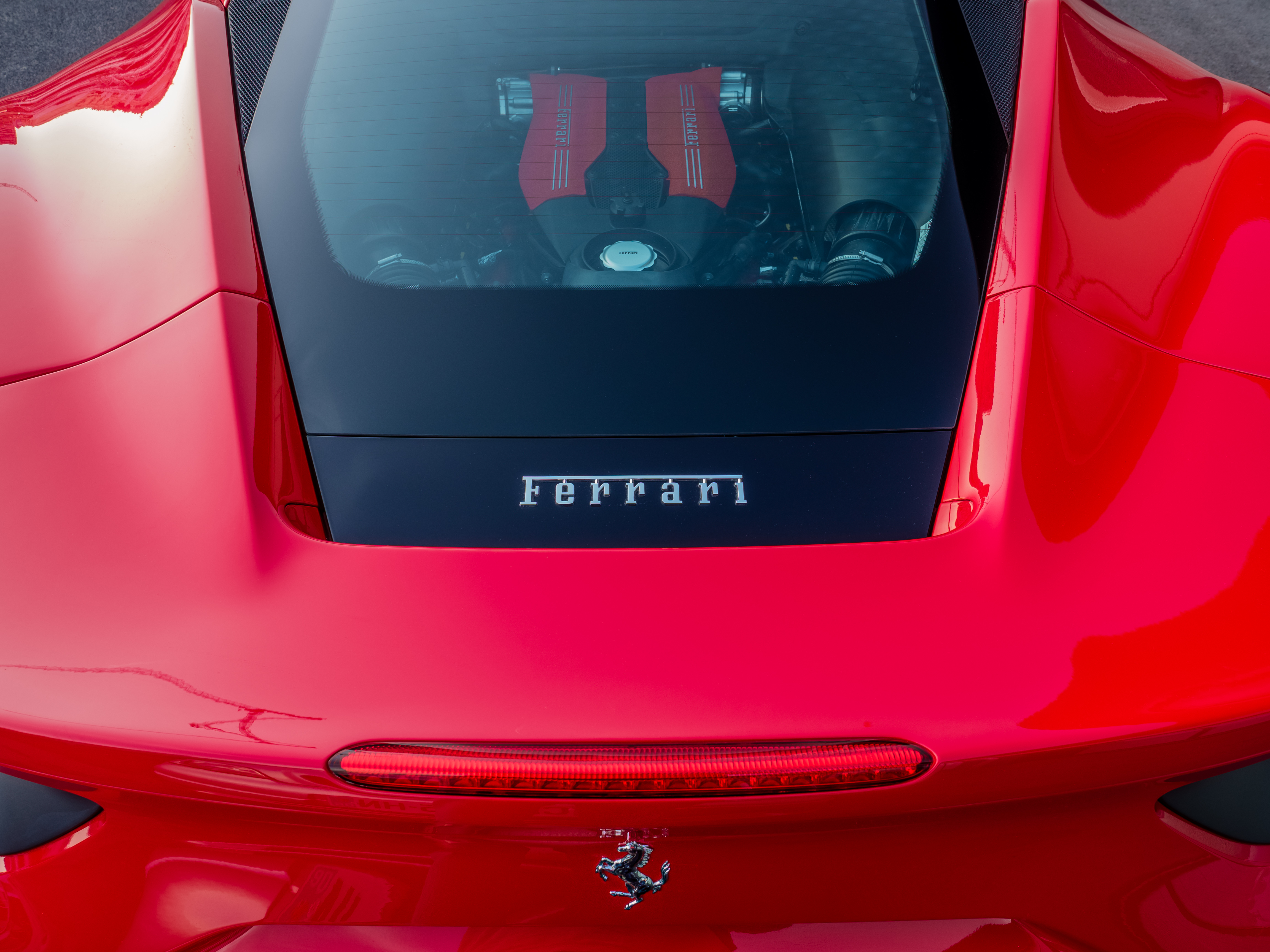
L'arrière d'une Ferrari 488 GTB.

Destinée à remplacer la 458 Italia, la 488 GTB est dotée comme cette dernière d'un moteur V8, mais suralimenté par deux turbocompresseurs qui portent la puissance à 650 ch et le couple à 760 N m. Ce bloc-moteur suralimenté est presque le même que celui installé par Ferrari dans la nouvelle version du coupé-cabriolet California T sorti en 2014, mais avec une cylindrée supérieure d'une cinquantaine de centimètres cubes (3 902 cm3 contre 3 855 cm3 dans la California T) et surtout une centaine de chevaux supplémentaires, avec un couple sensiblement identique dans les deux modèles.

### Design
Son design retravaillé laisse entrevoir des bases issues de la précédente Ferrari 458 Speciale avec une partie avant plus agressive, des blocs optiques rappelant la LaFerrari, des ailes creusées et ouvertes afin d'alimenter le moteur en air. Son dessin aérodynamique lui procure 50 % d'appui supplémentaire par rapport à la 458, tout en réduisant la trainée.

### Séries spéciales

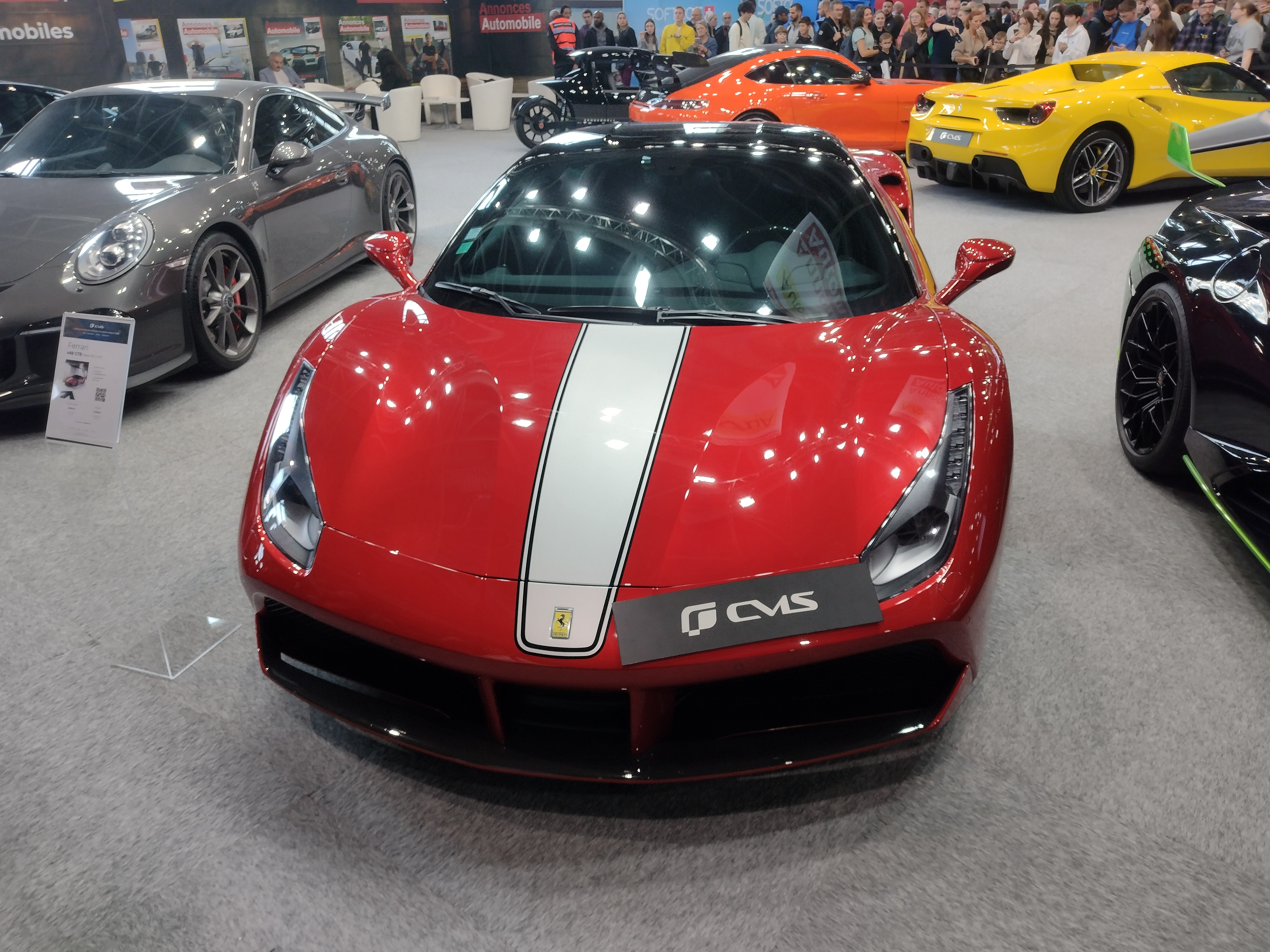
Une Ferrari 488 GTB Atelier au Mondial de l'automobile de Paris 2024.

- MM Speciale
- Atelier

## Caractéristiques techniques

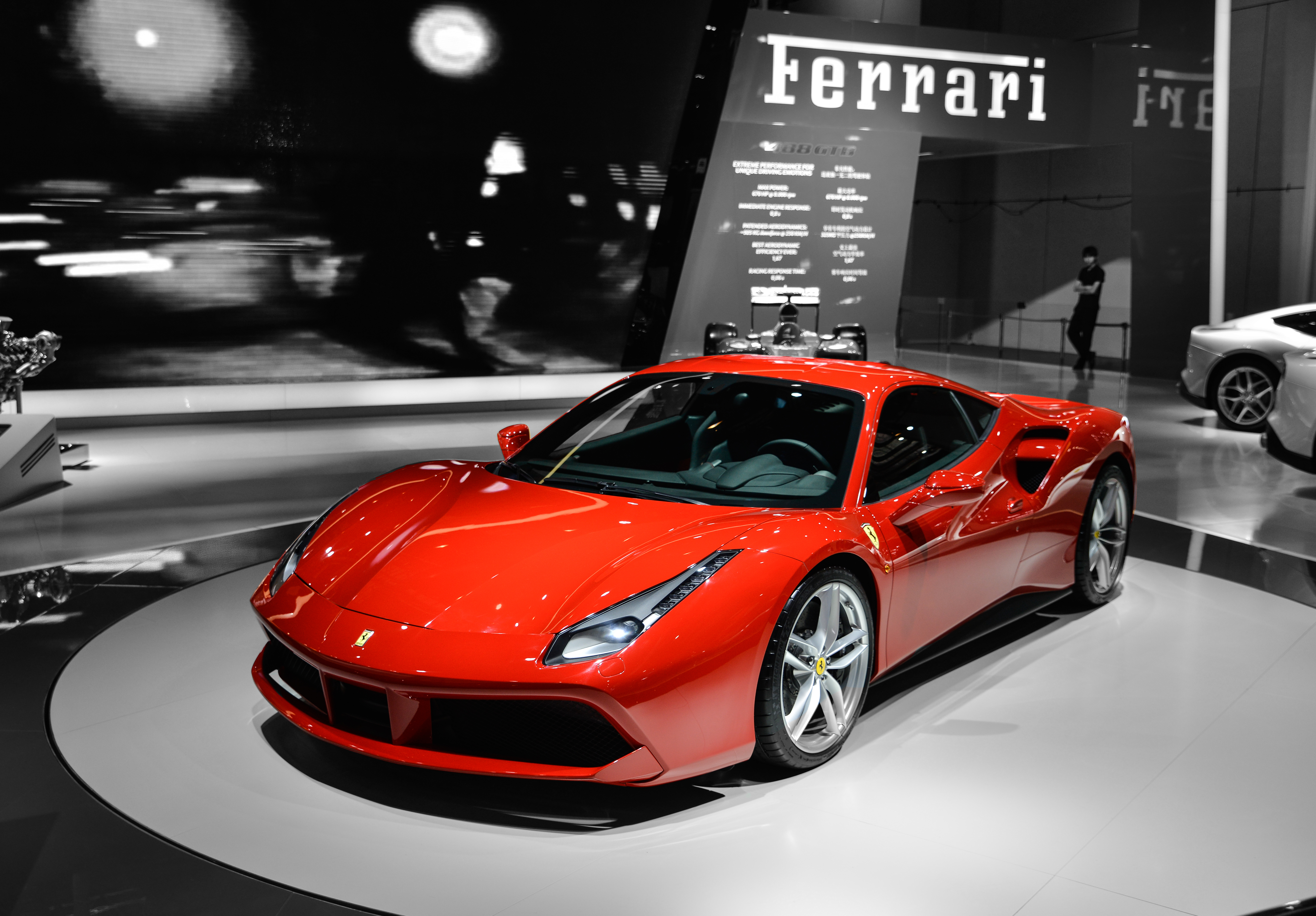

### Moteur
Le moteur de la 488 GTB est un V8 bi-turbo de 3,9 litres de cylindrée développant 670 ch à 8 000 tr/min et dont le couple maximal est 760 N m. La boîte à sept rapports est montée avec un double embrayage,.
Les chiffres officiels fournis par Ferrari sont pour le 0 à 100 km/h de 3 secondes, 0 à 200 km/h en 8,3 s, et une vitesse maximale d'environ 330 km/h.
|                        | 3.9 650                  | 3.9 650                  |
| ---------------------- | ------------------------ | ------------------------ |
| Variante               | Coupé                    | Spyder                   |
| Moteur                 | V8                       | V8                       |
| Alimentation           | Bi-turbo                 | Bi-turbo                 |
| Cylindrée              | 3902 cm3                 | 3902 cm3                 |
| Puissance maximale     | 670 ch (493 kW)          | 670 ch (493 kW)          |
| Couple maximal         | 750 N m                  | 750 N m                  |
| Norme environnementale | Euro VI                  | Euro VI                  |
| Transmission           | Propulsion               | Propulsion               |
| Boite de vitesses      | Automatique à 7 rapports | Automatique à 7 rapports |
| Vitesse maximale       | 330 km/h                 | 330 km/h                 |
| 0-100 km/h             | 3,0 s                    | 3,1 s                    |
| Consommations          | 11,4 L/100 km            | 11,4 L/100 km            |
| Emissions de CO2       | 260 g/km                 | 260 g/km                 |
| Capacité du réservoir  | 78 L                     | 78 L                     |
| Masse à vide           | 1370 kg                  | 1420 kg                  |

## 488 Pista
La version radicale de la 488 GTB, longtemps nommée 488 GTO (Gran Turismo Omologato) par la presse, est présentée au salon international de l'automobile de Genève 2018. Cette nouvelle série spéciale est officiellement présentée par Ferrari le 21 février 2018 après de longues semaines de spéculation, son nom : 488 Pista.
La 488 Pista perd 90 kg, son poids à sec est donc ramené à 1 280 kg. La puissance passe la barre des 700 ch prévus à 720 ch et 770 N m de couple. Le 0 à 100 km/h est avalé en 2,85 secondes tandis que le 0 à 200 km/h passe à 7,6 secondes (données d'usine) ce qui en fait la plus performante de sa catégorie (McLaren 720S et Porsche 991 GT2 RS). La vitesse de pointe passe à 340 km/h.
La carrosserie subit de profondes modifications esthétiques afin d'augmenter l'appui aérodynamique de 20 % par rapport à la 488 GTB. Elle est aussi la 1ère Ferrari de série à embarquer le Ferrari Dynamic Enhancer (FDE). Ce système ajuste automatiquement la pression de freinage sur les étriers. Le moteur est identique à la 488 GTB, la cylindrée est donc conservée, mais il a subi de nombreuses modifications, notamment au niveau de l'admission d'air et des deux turbos en provenance de la 488 GT3.
|                        | 3.9 720                                   |
| ---------------------- | ----------------------------------------- |
| Moteur                 | V8                                        |
| Alimentation           | Bi-turbos                                 |
| Cylindrée              | 3902 cm3                                  |
| Puissance maximale     | 720 ch à 8 000 tr/min                     |
| Couple maximal         | 770 N m à 3 000 tr/min                    |
| Boîte de vitesses      | Automatique 7 rapports à double embrayage |
| Transmission           | Propulsion                                |
| Vitesse maximale       | 340 km/h                                  |
| 0-100 km/h             | 2,85 s                                    |
| Consommation           | nc                                        |
| Émissions de CO2       | nc                                        |
| Capacité du réservoir  | nc                                        |
| Masse à vide           | 1 280 kg                                  |
| Norme environnementale | Euro 6                                    |

### Ferrari 488 Pista "Piloti Ferrari"
La Ferrari 488 Pista Piloti Ferrari a été dévoilée le 15 juin 2018 aux 24 Heures du Mans. Il s'agit d'une édition spéciale réservée aux clients-pilotes de la marque engagés dans l'un de ses programmes sportifs.
Cette édition spéciale, qui reste homologuée pour la route, a été réalisée par le département de personnalisation de Ferrari appelé "Tailor Made". Cette série spéciale s'inspire notamment de la 488 GTE n°51 des pilotes Alessandro Pier Guidi et James Calado qui ont remporté le titre 2017 Constructeur et Pilote en championnat du monde d'endurance WEC, catégorie GT.
La configuration extérieure de la voiture est modifiée, on note l'apparition de nouvelles bandes tricolores courant du par choc avant à l'aileron arrière ainsi que la possibilité pour chaque client d'y ajouter son numéro de pilote. Un logo du championnat et le mot "Pro" viennent également s'ajouter.
Cette édition spéciale n'est disponible qu'en carrosserie coupé et en 4 couleurs extérieures: rouge Rosso Corsa, bleu Tour de France, noir Daytona et argenté Nürburgring.
La configuration intérieure de la voiture est également modifiée avec des sièges habillés d'Alcantara perforé et une bande centrale du dossier qui arbore le drapeau italien. Ces couleurs sur les tapis de sol et le bord des palettes de la boîte de vitesses. Le numéro choisi à l'extérieur de la voiture se retrouve également personnalisé sur le volant et du carbone mat fait son apparition. Chaque exemplaire est doté d’une plaque d’identification dans l’habitacle.
Sous le capot, rien ne change puisqu'elle reste animée par le V8 3.9 litres biturbo de 720 ch et 770 N m de couple.
Seules 500 unités de la 488 Pista Piloti Ferrari verront le jour.

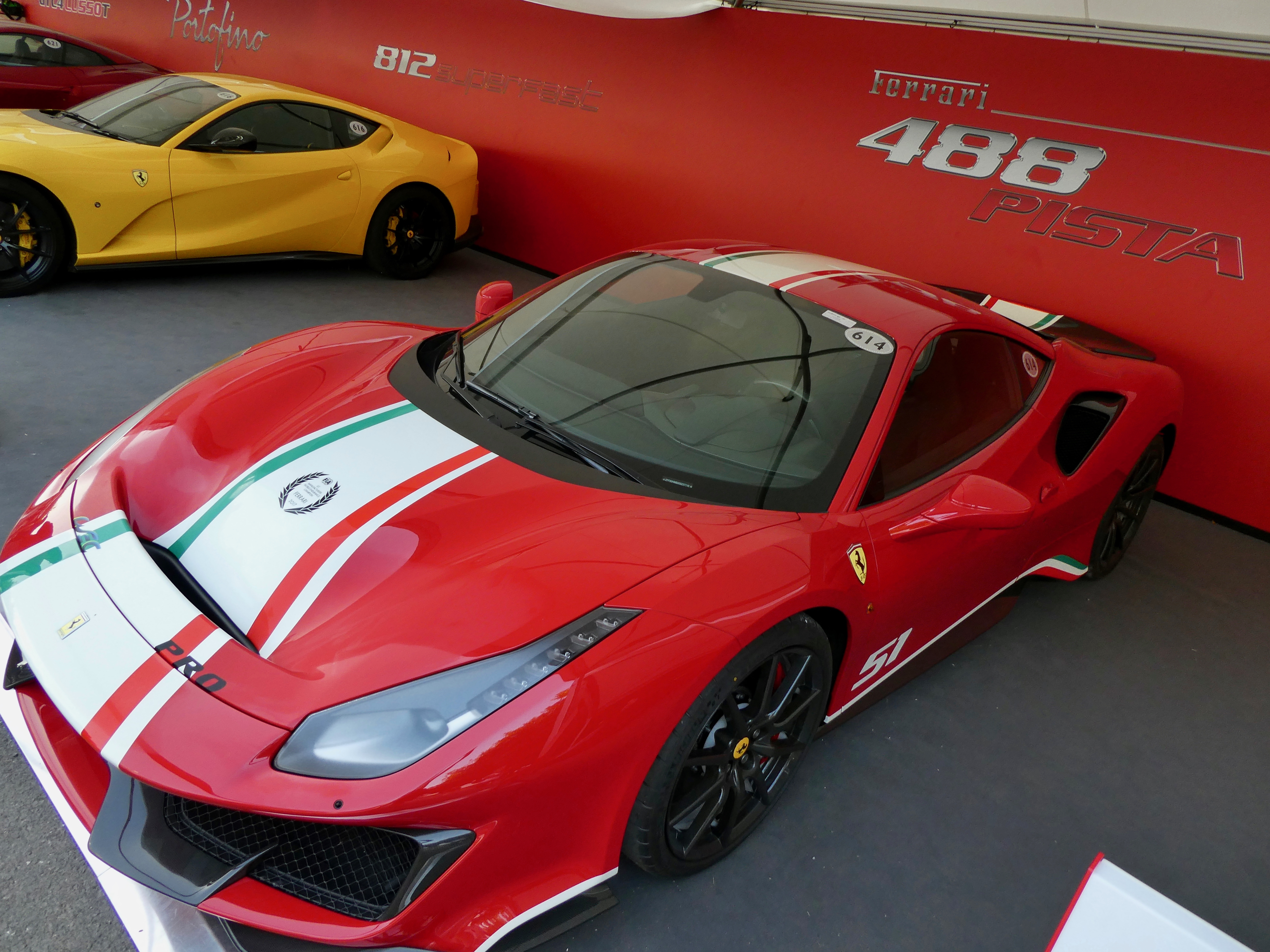
Ferrari 488 Pista "Piloti Ferrari".

### Ferrari 488 Pista Spider
La Ferrari 488 Pista Spider est la version découvrable de la 488 Pista présentée au Pebble Beach Concours d'Elegance 2018. Elle est le 50e cabriolet conçu par Ferrari.
Le poids de la 488 Pista Spider est supérieur de 100 kg à celui de la variante fermée afin de rendre le spider aussi rigide que la version coupé. Elle est cependant 40 kg plus légère que la 488 Spider "classique".
Elle s'alourdit ainsi d'une centaine de kilos, bien que Ferrari propose de contenir le poids avec des jantes optionnelles monoblocs de 20 pouces, entièrement en fibre de carbone, qui sont 20 % plus légères. L'utilisation de nouveaux matériaux dans le moteur permet également de gagner 18 kilos.
L'ouverture du toit rigide rétractable est effectuée en 14 secondes et jusqu'à 40 km/h.
La 488 Pista spider est affichée à 321 611€ en France (hors malus écologique). C'est près de 30 000€ de plus que la 488 Pista coupé.

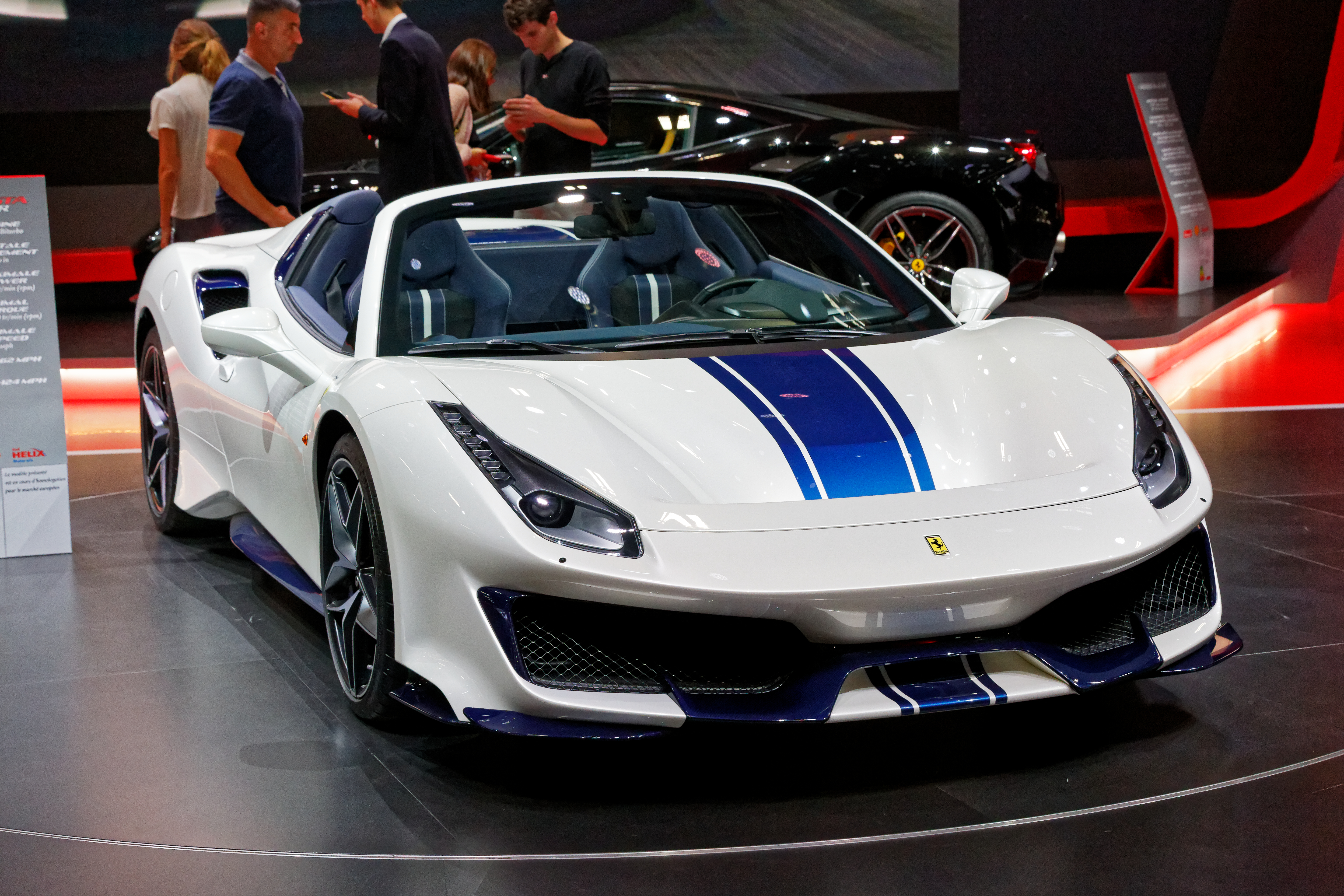
Ferrari 488 Pista Spider.

## 488 Spider
La 488 GTB reçoit une déclinaison découverte baptisée 488 Spider lors du salon de Francfort 2015. Comme sa devancière la 458 Spider, elle dispose d'un toit rigide amovible permettant de gagner 25 kg par rapport à un toit en toile traditionnel. Il se replie au-dessus du moteur en 14 secondes. Le châssis gagne en rigidité par rapport à la 458 Spider (+ 23%) grâce à l'emploi de 11 alliages différents et de magnésium pour le châssis.
Au niveau des performances, la 488 Spider réalise le 0 à 100 km/h en 3,1 s et le 0 à 200 km/h en 8,7 s selon le constructeur. Le 1 000 m départ arrêté est quant à lui effectué en 18,9 s.

## Projets spéciaux
Quelques modèles du département des projets spéciaux « One-Off » de Ferrari ont pour base la 488 GTB :
- Ferrari J50 (2016) - basée sur la 488 Spider;
- Ferrari SP38 (2018) - basée sur la 488 GTB;
- Ferrari P80/C (2019) - basée sur la 488 GT3.
- Ferrari KC23 (2023) - basée sur la 488 GT3 Evo.

## Compétition

### Ferrari 488 Challenge
Comme de coutume chez Ferrari avec les berlinettes à moteur V8, la 488 est déclinée en une version course exclusivement destinée à un usage sur circuit. Cette version est baptisée 488 Challenge et est présentée en décembre 2016 à l'occasion des Ferrari Finali Mondiali.

### Ferrari 488 GTE

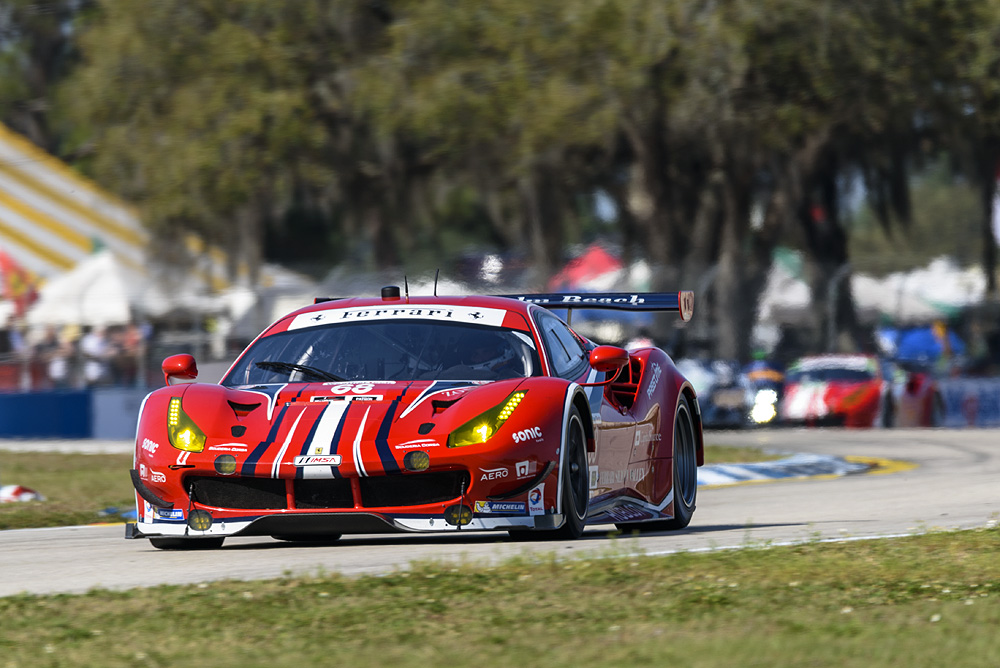
La Ferrari 488 GTE de Scuderia Corsa lors des 12 Heures de Sebring 2016.

La Ferrari 488 GTE est une automobile de compétition développée par GT Competizione et Ferrari. Elle est homologuée dans la catégorie LM GTE et est engagée par l'écurie italienne AF Corse en championnat du monde d'endurance FIA lors de sa première année d'exploitation. Elle remplace la Ferrari 458 Italia GT2,,,,.

### Ferrari 488 GT3
La Ferrari 488 GT3 est une voiture de compétition conçue pour courir dans la catégorie GT3 dévoilée au Mugello.